# Coleosoma blandum
Coleosoma blandum es una especie de araña del género Coleosoma, familia Theridiidae, orden Araneae. La especie fue descrita científicamente por O. Pickard-Cambridge en 1882.
La especie se mantiene activa durante los meses de enero, febrero, marzo, mayo, junio, julio, agosto y noviembre.

## Descripción
Mide aproximadamente 1,7-2,8 milímetros de longitud.

## Distribución
Se distribuye por India, Filipinas, Sri Lanka, Birmania, Bangladés, China, Seychelles, Japón, Australia, Francia, Tailandia, Estados Unidos, Vietnam y Laos.